# Okonomiyaki
Okonomiyaki (御好み焼き (御好み燒き) (Ngự hiếu thiêu)/ おこのみやき/ オコノミヤキ o-konomi-yaki, thường viết là お好み焼き) là một loại bánh xèo áp chảo gồm nhiều loại nguyên liệu. Tên của bánh được ghép từ okonomi nghĩa là "thứ bạn thích/muốn", và yaki nghĩa là nấu nướng. (ví dụ như "yaki" trong tên các món yakitori- gà nướng và yakisoba- mì nấu). Okonomiyaki được xem là món ăn đặc trưng của vùng Kansai hoặc Hiroshima, nhưng món này có mặt khắp nơi trên đất Nhật. Nguyên liệu làm đế bánh và làm nhân thay đổi tùy từng vùng. Okonomiyaki của Tokyo nhỏ hơn ở Hiroshima và Kansai.
Món ăn này trong tiếng Việt đôi khi được gọi là bánh xèo Nhật Bản do có những nét tương đồng với món bánh xèo Việt Nam.

## Vùng Kansai

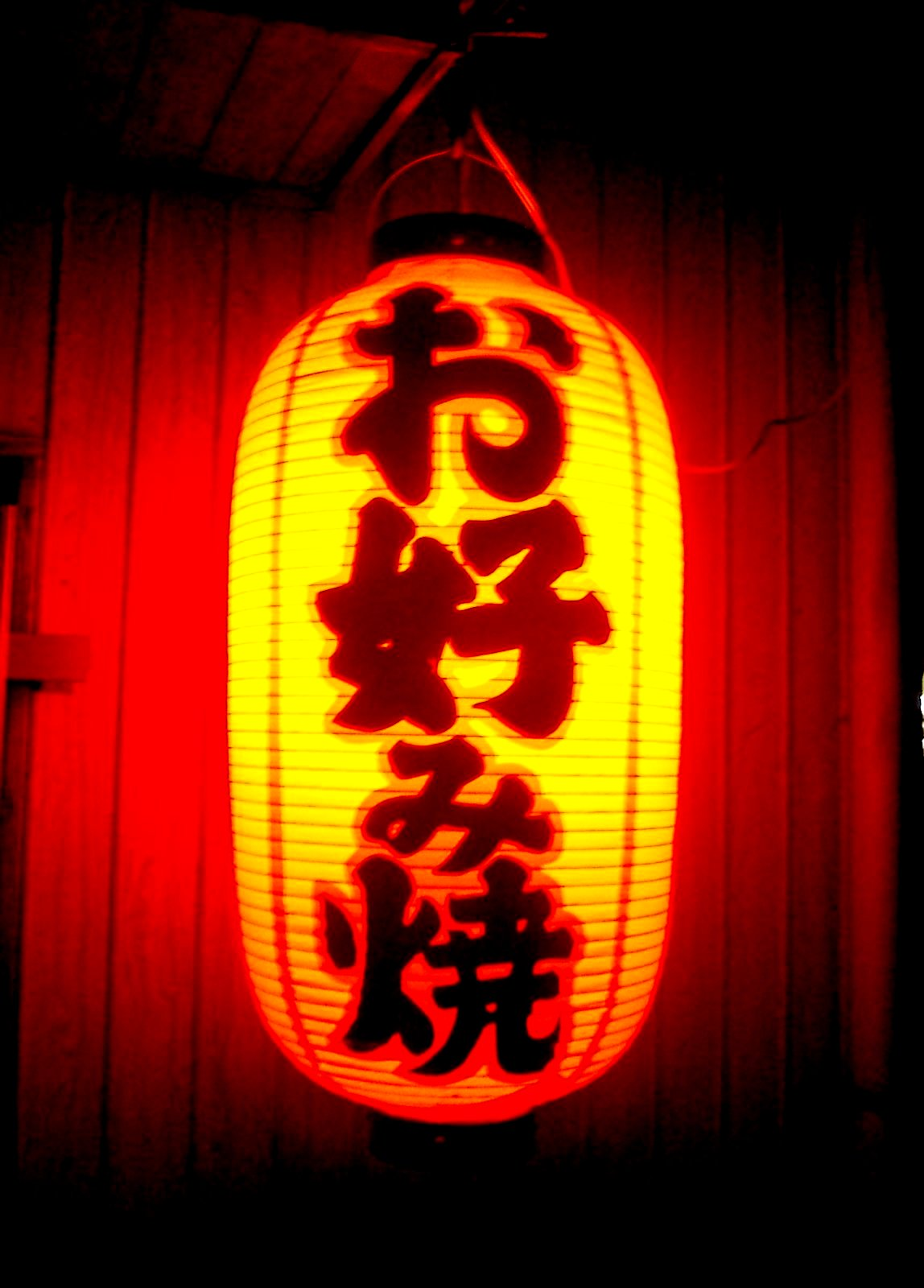
Một chiếc lồng đèn mời gọi khách hàng ghé vào nhà hàng okonomiyaki

Loại okonomiyaki theo kiểu Kansai hoặc Osaka là phổ biến nhất, có mặt ở hầu khắp đất nước. Đế bánh được làm từ bột khoai nghiền, nước hoặc nước dùng dashi, trứng, bắp cải xắt sợi và thường có thêm các loại nguyên liệu khác như hành lá, thịt (thường là thịt heo hoặc thịt xông khói), bạch tuộc, mực, tôm, rau củ, kim chi, viên bánh dày mochi hoặc phô mai. Okonomiyaki thường được so sánh với trứng chiên hoặc bánh pancake và thường được người phương Tây gọi là "pancake Nhật Bản". Món này còn được gọi là món "tâm hồn Osaka".
Vài nhà hàng okonomiyaki để cho thực khách tự nướng món này, họ phục vụ một tô lớn đựng các nguyên liệu sống để khách hàng tự trộn và nướng tại bàn theo kiểu nướng thiết bản, sử dụng các loại bàn bếp đặc biệt. Họ cũng có thể bày trí bếp ngay trước mặt khách để khách được chiêm ngưỡng quá trình nấu nướng.
Ở Osaka (thành phố lớn nhất vùng Kansai), nơi được xem là cội nguồn của món này, okonomiyaki được nấu rất giống như món pancake. Đế bánh và các nguyên liệu khác được chiên vàng hai mặt trên một cái chảo hoặc một cái bàn nướng teppan, sử dụng một cái spatula, sau đó có thể dùng dụng cụ này để cắt miếng bánh sau khi đã chiên xong. Món này được phủ trên mặt loại sốt ngọt và đặc otafuku/okonomiyaki, miếng tảo biển xanh (aonori), cá ngừ xông khói bào thành miếng (katsuobushi), mayonnaise Nhật Bản, và gừng đỏ muối (beni shoga).

### Biến thể
Khi miếng bánh có thêm các lớp mì chiên (mì yakisoba hoặc udon), nó được gọi là modanyaki (モダン焼き), nghĩa là "chiên theo kiểu hiện đại".
Loại Negiyaki (ねぎ焼き) là một loại okonomiyaki mỏng có nhiều hành lá hơn loại bánh xèo pajeon của Hàn Quốc và bánh hành của Trung Quốc.

## Vùng Hiroshima

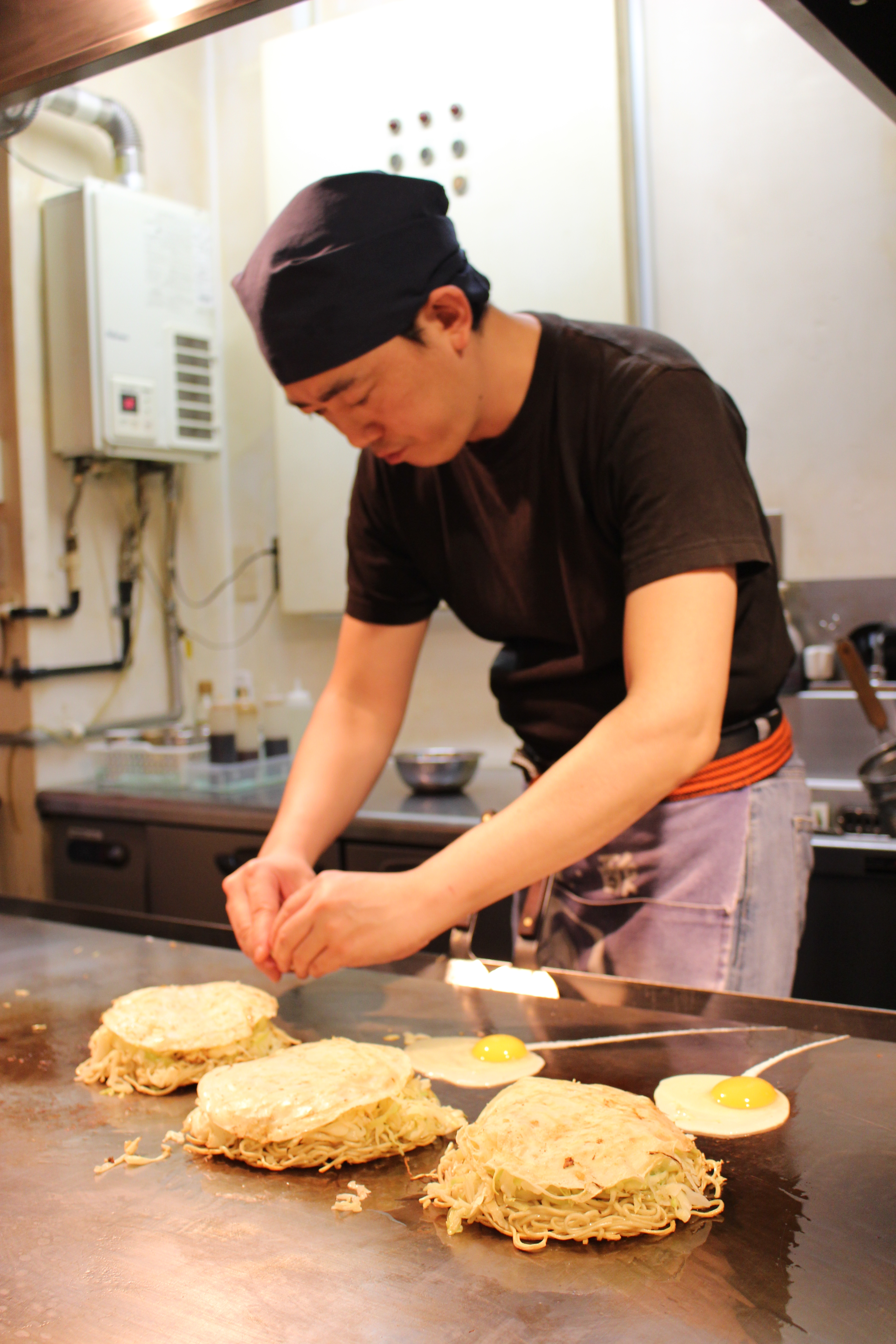
Một người chế biến món okonomiyaki trong một nhà hàng

Ở Hiroshima, các nguyên liệu được xếp lớp chứ không phải được trộn đều. Các lớp gồm có đế bánh, giá đỗ, bắp cải, thịt heo và các món tự chọn như tôm, bạch tuộc, mực và phô mai. Các loại mì (yakisoba, udon) cũng được để lên trên cùng với trứng chiên và rất nhiều sốt okonomiyaki.
Lượng bắp cải ở đây được dùng gấp 3-4 lần ở Osaka. Lúc chưa chín, bắp cải được xếp thành chồng cao và xẹp dần trong quá trình nấu. Thứ tự các lớp tùy thuộc vào cách nấu và sở thích của đầu bếp, và nguyên liệu thay đổi tùy vào sở thích của khách hàng. Mọi người ở cho rằng sự linh hoạt này mới đúng là cách làm okonomiyaki. Bánh xèo làm theo cách này gọi là Hiroshima-yaki hoặc Hiroshima-okonomi.
Okonomi-mura,ở Naka-ku, Hiroshima, là công viên ẩm thực hàng đầu dành cho các gia đình Nhật Bản theo một bình chọn vào tháng 4 năm 2004.

## Các vùng khác
Thị trấn Tsukishima ở Tokyo nổi tiếng với cả món okonomiyaki và món monjayaki. Monjayaki là một loại bánh xèo mềm. Khu vực bán món này là đường Monja.
Ở Hamamatsu, củ cải trắng muối (takuan) được ăn với okonomiyaki.
Ở Okinawa, okonomiyaki được gọi là hirayachi (ヒラヤーチー) và mỏng hơn những vùng khác. Mọi người thường tự làm nó tại nhà nên thường ít có nhà hàng bán bánh xèo ở Okinawa, và hầu như không có nhà hàng nào bán loại hirayachi. 